# Viktor Fogarassy
Viktor Fogarassy (* 6. Mai 1911 in Pressburg, Österreich-Ungarn; † 24. März 1989 in Graz) war ein österreichischer Kaufmann und Kunstsammler. Er war geschäftsführender Gesellschafter der Warenhauskette Kastner & Öhler mit Sitz in Graz, Steiermark. Seine Kunstsammlung enthielt vor allem Werke von Egon Schiele.

## Leben
Viktor Fogarassys Vorfahren waren im 17. Jahrhundert für ihre Verdienste im Kampf gegen die osmanische Invasion geadelt worden. Er wuchs zunächst in Ungarn und dann in Wien auf, wo er 1930 die Schule mit der Matura abschloss.
Fogarassy heiratete Dollie Kastner, eine Enkelin von Carl Kastner, einem Mitgründer der Warenhauskette Kastner & Öhler mit Sitz in Graz, und seiner jüdischen Frau Julie. Nach dem Anschluss Österreichs 1938 entschieden die Leiter der Kette, ihre Anteile an ihre arischen Schwiegersöhne zu verkaufen, um einer Enteignung durch die nationalsozialistischen Machthaber vorzubeugen. Fogarassy wurde Leiter der Filiale in Zagreb im Königreich Jugoslawien. Als diese 1946 von den jugoslawischen Kommunisten enteignet wurde, kehrte er nach Graz zurück, wo er 1949 geschäftsführender Gesellschafter wurde. Er hatte diese Position bis zu seinem Ruhestand im März 1977 inne und wurde von seinem Schwiegersohn Franz Harnoncourt abgelöst.

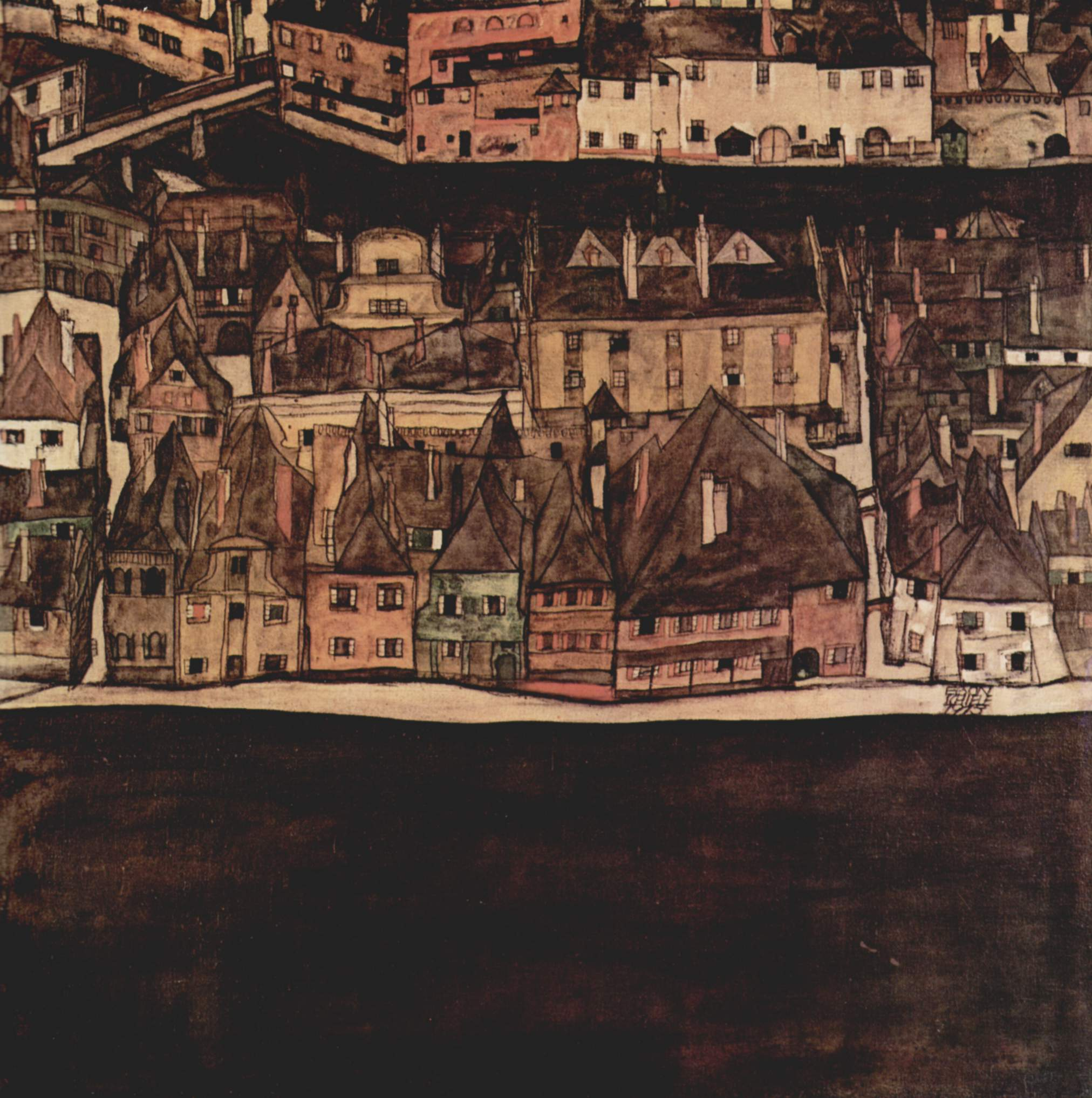
Kleine Stadt von Egon Schiele

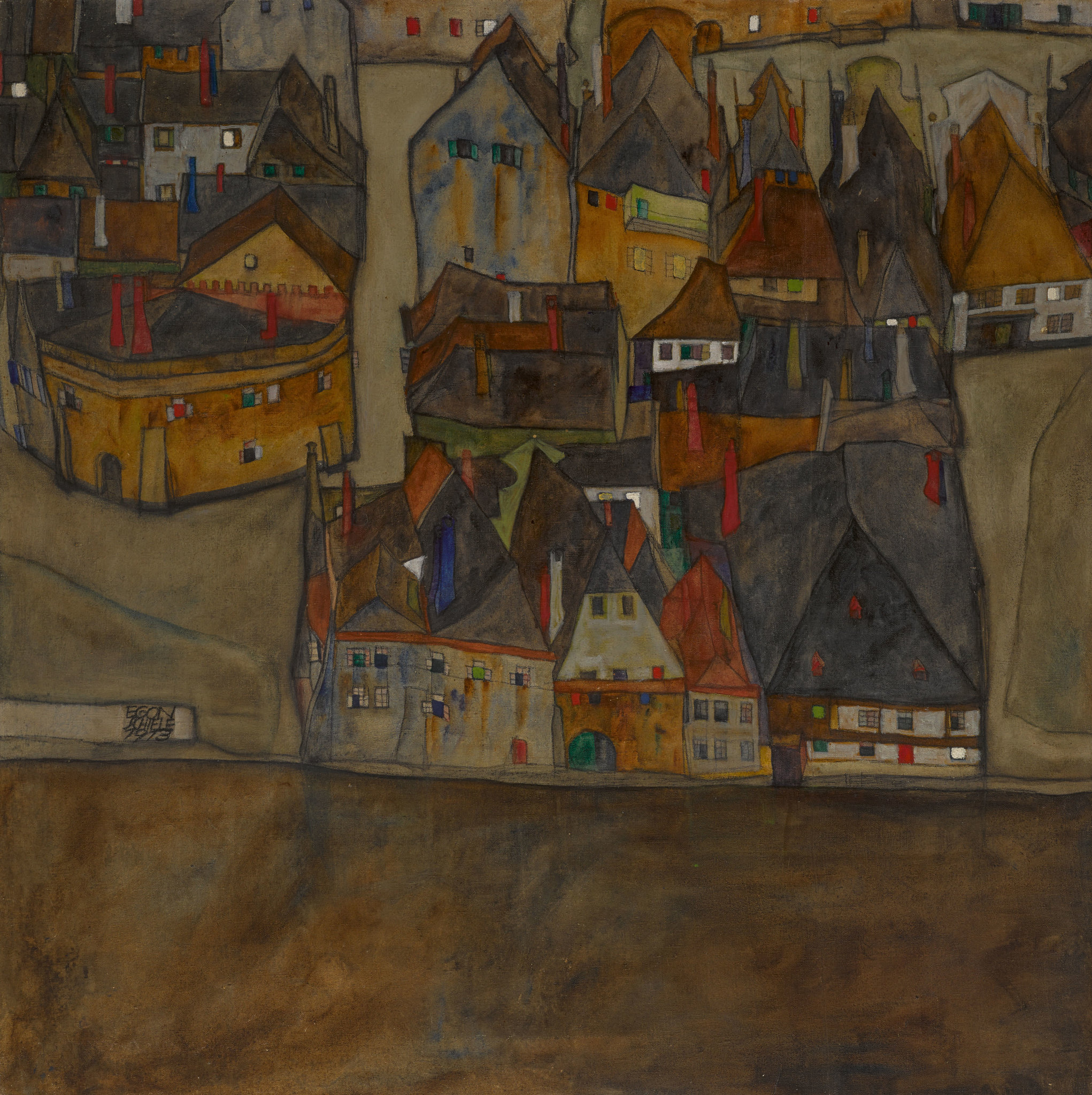
Dämmernde Stadt von Egon Schiele

Fogarassy war einer der bedeutendsten Kunstsammler in Österreich nach dem Zweiten Weltkrieg. Sein Neffe berichtete, dass er bereits vor der Matura Drucke von Egon Schiele erworben habe. Laut Alessandra Comini, einer amerikanischen Kunsthistorikerin, begann er vor 1938, Bilder von Schiele zu sammeln. Ab den 1950er Jahren bezog er sie hauptsächlich bei der Galerie Würthle, die später Teile seines Nachlasses verkaufte. Fogarassy war Mitglied des Kuratoriums des steirischen Landesmuseums Joanneum in Graz. Er war ab 1968 Mitglied im Rotary Club und war 1979 und 1980 dessen Präsident.
Fogarassy starb am 24. März 1989 in Graz. Das Requiem wurde am 31. März im Grazer Dom gehalten.

## Posthum
Der Bildhauer Josef Pillhofer fertigte 1976 eine Porträtbüste aus Bronze von Fogarassy an, die in einer Ausstellung im  Belvedere in Wien 2002 gezeigt wurde.
Der von seinen Nachfahren gestiftete „Viktor-Fogarassy-Preis“  wird alle zwei Jahre im Rahmen des Förderungspreises des Landes Steiermark für Zeitgenössische Bildende Kunst vergeben.
2018 kamen seine Nachkommen überein, Schieles Dämmernde Stadt in einem Akt freiwilliger privater Restitution zu versteigern und den Erlös mit den Erben der früheren jüdischen Besitzerin zu teilen.